# 东天山黄耆
东天山黄耆（学名：Astragalus borodinii）是豆科黄芪属的植物。分布在天山以及中国大陆的新疆等地，生长于海拔1,000米至2,100米的地区，常生于多石地带的山坡上，目前尚未由人工引种栽培。